# Weinbruderschaft der Pfalz
Die Weinbruderschaft der Pfalz ist ein gemeinnütziger Verein mit Sitz in der pfälzischen Stadt Neustadt an der Weinstraße (Rheinland-Pfalz). Ihren eigenen Regeln zufolge ist sie ein „Zusammenschluss weinverständiger Männer zu einer dem Kulturgut des deutschen Weines verpflichteten Ordensgemeinschaft“, die selbstlos tätig ist und kommerzielle Zwecke ablehnt. Sie hat etwa 1000 Mitglieder.
Auf der Basis einer Vorläuferorganisation von 1939 wurde die Weinbruderschaft 1954/55 gegründet und ist damit je nach Betrachtungsweise die älteste bzw. zweitälteste derartige deutsche Vereinigung. Als einzige deutsche Weinbruderschaft besitzt sie auch eine Sektion im Ausland (Sektion Niederlande). Die Weinbruderschaft der Pfalz ist Mitglied in der Gemeinschaft deutschsprachiger Weinbruderschaften (GDW), die rund 50 Organisationen umfasst.

## Überblick

### Historische Wurzeln und Vereinszweck
Die Weinbruderschaft ist im Wesentlichen nach dem Vorbild der mittelalterlichen Ritterorden organisiert und strukturiert. Deshalb wurden die vereinsrechtlichen Organe weitgehend nach überlieferten Gremien und Funktionsträgern benannt. Die Anzahl der Gremiumsmitglieder bestimmt sich satzungsgemäß nach der Zahl der Personen, die bei der Gründung des Vereins mitgewirkt haben. Die Satzung trägt den Namen „Ordensregel“.
Die Weinbruderschaft der Pfalz hat sich zum Ziel gesetzt, den Ruf des deutschen Weines zu fördern, und „macht es sich zur Aufgabe, die Weinkultur zu erhalten und sie nach besten Möglichkeiten in Wort, Schrift und Tat zu verbreiten und zu vermehren.“ Dabei unterstützt sie speziell die weinkulturellen Bemühungen „in allen Zweigen der Kunst und des Schrifttums.“ Die Realisierung dieser Ziele sieht sie in der „Pflege künstlerischer, wissenschaftlicher und freundschaftlicher Beziehungen“ zu allen auf diesem Kulturgebiet Tätigen im In- und Ausland. Ausdruck der Vereinsbemühungen sind beispielsweise eigene Sammlungen von Weinliteratur, Verzeichnisse entsprechender Druckwerke oder auch Kunstsammlungen. Diese Arbeit wird hauptsächlich von Mitgliedern geleistet, die Önologen, Literaten oder Künstler sind.

### Mitgliedschaft und Aktivitäten
Die Mitgliedschaft war bis zum Jahr 2019 nur für Männer möglich. Wegen der Bestrebungen der Politik, Vereinen mit diesem Kriterium die Gemeinnützigkeit zu entziehen, änderte die Weinbruderschaft 2019 ihre Satzung und ermöglichte in Ordensregel Art. 5 Abs. 2 auch Frauen die Mitgliedschaft: „Ordentliches Mitglied der Weinbruderschaft der Pfalz kann jede natürliche Person werden,…“ Die auf „Männer“ bezogenen Formulierungen der Satzung wurden beibehalten.
Aspiranten brauchen zwei Bürgen für ihre Rechtschaffenheit und müssen eine Vorstellung über sich ergehen lassen. Dass sie beruflich mit Wein zu tun haben, ist nicht erforderlich und lediglich bei etwa 15 % der Mitglieder gegeben. Das Wissen über den Wein eignen sie sich spätestens bei ihren späteren Aktivitäten im Verein an. Die Mitgliedsurkunde wurde von Fritz Wiedemann gestaltet.
Prominente Mitglieder sind bzw. waren:
- Kurt Beck, ehemaliger Ministerpräsident von Rheinland-Pfalz
- Christian Habekost, Comedian
- Helmut Kohl (1930–2017), ehemaliger Bundeskanzler
- Michael Landgraf (* 1961), Theologe, Schriftsteller und Kommunalpolitiker, seit 2021 Bruderschaftsmeister[7]
- Klaus Schneider, Präsident des Deutschen Weinbauverbandes (DWV)
- Hans Jürgen Schweizer, Pfälzer Mundartdichter und sechsmaliger Gewinner des Mundartdichter-Wettstreits Gonbach
- Paul Tremmel, Pfälzer Mundartdichter und oftmaliger Preisträger
- Fritz Wiedemann (1920–1987), Pfälzer Maler und Bildhauer

Von den vielfältigen Aktivitäten, die sämtlich mit dem Wein zu tun haben, findet die Literarische Weinstunde, 1954 initiiert durch Oskar Bischoff und Josef Keller, seitdem alljährlich statt. Auch die Große Pfalzweinprobe anlässlich des Deutschen Weinlesefestes hat bereits seit 1965 Tradition, als sie vom damaligen Ordenskellermeister Hermann Conrad (1911–1995) begründet wurde. Als Weinhistoriker betätigt sich unter anderem der frühere Ordensmeister Fritz Schumann, der auch Ehrenvorsitzender der Gesellschaft für Geschichte des Weines in Wiesbaden ist; mit dieser pflegt die Weinbruderschaft der Pfalz deshalb besonders enge Beziehungen.

## Organisation

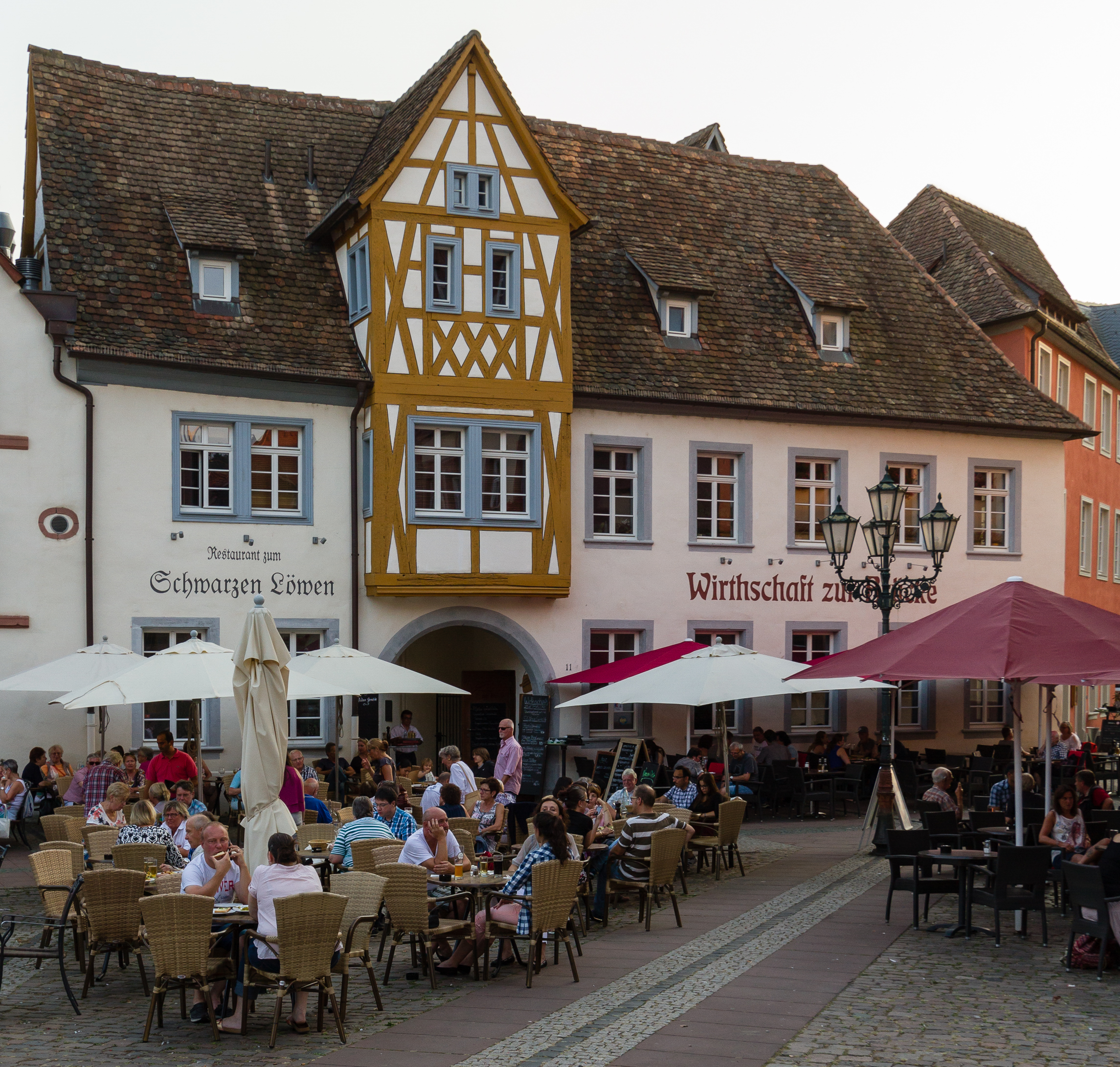
Sitz der Weinbruderschaft

### Sitz und regionale Gliederung
Die Weinbruderschaft der Pfalz, ihrerseits Mitglied der Gemeinschaft Deutschsprachiger Weinbruderschaften, hat ihren Hauptsitz im Ordenshaus am historischen Marktplatz in Neustadt an der Weinstraße.
Komtureien als regionale Vertretungen sind die Groß-Komturei München (seit 1960) sowie die Komtureien in Nürnberg (seit 1969) und Berlin (seit 1976). Die Sektion Niederlande, einzige ausländische Niederlassung einer deutschen Weinbruderschaft, existiert seit 1999.

### Organe
Ihre Organe hat die Weinbruderschaft folgendermaßen benannt:
Mitgliederversammlung im vereinsrechtlichen Sinne ist der Große Konvent aller Mitglieder.
Als Vorstand fungiert das aus 16 Personen bestehende Ordenskapitel. Sein Vorsitz obliegt dem Ordensmeister, stellvertretender Vorsitzender ist der Ordenskanzler. Ein erweiterter Vorstand ist der Kleine Konvent, der aus dem Ordenskapitel und zehn weiteren Personen besteht.
Die Leiter der regionalen Komtureien sind die Komturen, die Ehrenmitglieder werden Ordensräte genannt.
Zwischen dem Großen Konvent und dem Kleinen Konvent steht die Kleine Mitgliederversammlung, die sich aus dem Kleinen Konvent, den Ordenräten und den Komturen zusammensetzt.

### Insignien, Wahlspruch, Auszeichnungen
Ordenszeichen ist eine als Wappen gestaltete Anstecknadel, die einen stilisierten Rebstock darstellt und die Anfangsbuchstaben des lateinischen Ordensspruches „In vite vita“ (Im Weinstock das Leben) trägt. Die älteste Auszeichnung, welche die Weinbruderschaft der Pfalz vergibt, ist die Ernennung zum Ritter der Deutschen Weinstraße sowie zum Ritter der Weinbruderschaft. Weitere Auszeichnungen sind der Goldene Küferschlegel sowie die Verdienstmedaille am Bande.

## Vereinsgeschichte

### Vorgängerorganisationen
Am 6. Dezember 1954 schlossen sich in Neustadt an der Weinstraße die bereits seit 1939 existierenden Landsknechte der Weinstraße und der 1950 gegründete Pressestammtisch zur Weinbruderschaft der Pfalz zusammen. Initiator für beide Vereinigungen war Daniel Meininger gewesen, Gründer der Neustadter Druckerei Meininger. Da dem Pressestammtisch hauptsächlich Journalisten sowie einige Autoren und Verleger angehört hatten, sind von den Vereinsideen her die Landsknechte der Weinstraße als die eigentliche Vorgängerorganisation anzusehen. Über diese, welche die alte Tradition der Weinbruderschaften wiederbelebt hat, ist die Weinbruderschaft der Pfalz die älteste moderne Organisation ihrer Art.

### Konstituierung
Die am 6. Dezember 1954 beschlossene Gründung der Weinbruderschaft der Pfalz wurde durch 26 Männer in der konstituierenden Versammlung vollzogen, die am 11. Januar 1955 im zum Neustadter „Saalbau“ gehörenden „Künstlerkeller“ stattfand. Prominente Gründungsmitglieder waren:
- Oskar Bischoff (1912–1985), Pfälzer Mundartdichter und 2. Vorsitzender des Schutzverbandes Deutscher Schriftsteller Rheinland-Pfalz
- Josef Keller (1906–1983), Geschäftsführer des Weinbauverbandes Rheinpfalz und Leiter des Weinbauamtes der Landwirtschaftskammer Pfalz, Ordenskanzler ab 1955
- Helmut Metzger (1917–1995), Pfälzer Mundartdichter
- Hans Moster (1910–1982), Lehrer und 1949 Initiator des Kinderchores „Pfälzer Weinkehlchen“
- Leopold Reitz (1889–1972), Dichter und Schriftsteller, Ordensmeister von 1955 bis 1972
- Oskar Stübinger (1910–1988), rheinland-pfälzischer Minister für Landwirtschaft, Weinbau und Forsten, 1954 von der Weinbruderschaft zum ersten Ritter der Deutschen Weinstraße proklamiert
- Ludwig Urschbach (1916–2007), 32 Jahre lang Vorsitzender des Heimatbundes Edenkoben, Ehrenbürger der Stadt

### Ordensmeister
Das Amt des Ordensmeisters zeichnet sich durch große Kontinuität aus. Die abgeschlossenen Amtszeiten seit 1955 währten 17, 30 und 12 Jahre.
- 1955–1972: Leopold Reitz
- 1972–2002: Theo Becker, 2002 Ehrentitel Großmeister
- 2002–2014: Fritz Schumann, 2014 Ehrentitel Großmeister
- 2014–0000: Oliver Stiess[1]